# Roberto Cavanagh
Roberto Lorenzo Cavanagh (12 de noviembre de 1914-15 de septiembre de 2002) fue un jugador argentino de polo. Integró la Selección de polo de Argentina que ganó la medalla de oro en los Juegos Olímpicos de Berlín 1936, venciendo en la final a Inglaterra 11-0. Luego de esos juegos el polo fue retirado como deporte olímpico. En 1980 recibió el Premio Konex - Diploma al Mérito - como uno de los mejores polistas de la Argentina.
En los Juegos Olímpicos, disputó todos los partidos disputados por su selección, incluida la final contra Inglaterra. Su hermano, Juan Cavanagh, también era polista pero no integró la histórica selección de 1936.
Falleció el 15 de septiembre de 2002 a los 87 años en la estancia "El Quirquincho" localidad "La Chispa" Provincia de Santa fe.